# Saison 2017-2018 de l'AC Milan
Maillots
Chronologie
Saison précédente Saison suivante
La saison 2017-2018 de l'AC Milan est la 84e saison du club en première division italienne.

## Tableaux des transferts

### Transferts d'été
| Nom                  | Nationalité   | Poste     | Transfert                                                  | Provenance/Destination | Division       |
| -------------------- | ------------- | --------- | ---------------------------------------------------------- | ---------------------- | -------------- |
| Arrivées principales |               |           |                                                            |                        |                |
| Antonio Donnarumma   | Italie        | Gardien   | Transfert                                                  | Asteras Tripolis       | Superleague    |
| José Mauri           | Argentine     | Milieu    | Retour prêt                                                | Empoli                 | Serie A        |
| Mateo Musacchio      | Argentine     | Défenseur | Transfert (18 millions d'euros)                            | Villarreal CF          | Liga           |
| Franck Kessié        | Côte d'Ivoire | Milieu    | Prêt avec obligation d'achat                               | Atalanta Bergame       | Serie A        |
| Ricardo Rodríguez    | Suisse        | Défenseur | Transfert (15 milions d'euros)                             | VfL Wolfsburg          | Bundesliga     |
| André Silva          | Portugal      | Attaquant | Transfert (38 milions d'euros)                             | FC Porto               | Liga NOS       |
| Fabio Borini         | Italie        | Attaquant | Prêt avec obligation d'achat                               | Sunderland FC          | Premier League |
| Hakan Çalhanoğlu     | Turquie       | Milieu    | Transfert (21 millions d'euros)                            | Bayer Leverkusen       | Bundesliga     |
| Andrea Conti         | Italie        | Défenseur | Transfert (24 millions d'euros)                            | Atalanta Bergame       | Serie A        |
| Leonardo Bonucci     | Italie        | Défenseur | Transfert (40 millions d'euros)                            | Juventus FC            | Serie A        |
| Lucas Biglia         | Argentine     | Milieu    | Transfert (17 millions d'euros)                            | Lazio Rome             | Serie A        |
| Nikola Kalinić       | Croatie       | Attaquant | Prêt avec obligation d'achat (25 millions d'euros)         | ACF Fiorentina         | Serie A        |
| Départs principaux   |               |           |                                                            |                        |                |
| Keisuke Honda        | Japon         | Milieu    | Transfert libre                                            | CF Pachuca             | Liga MX        |
| Diego López          | Espagne       | Gardien   | Retour de prêt et transfert définitif (? millions d'euros) | Espanyol Barcelone     | Liga           |
| Lucas Ocampos        | Argentine     | Attaquant | Retour de prêt                                             | Olympique de Marseille | Ligue 1        |
| Gerard Deulofeu      | Espagne       | Attaquant | Retour de prêt                                             | Everton FC             | Premier League |
| Matías Fernández     | Chili         | Milieu    | Retour de prêt                                             | ACF Fiorentina         | Serie A        |
| Juraj Kucka          | Slovaquie     | Milieu    | Transfert (6 millions d'euros)                             | Trabzonspor            | Süperliga      |
| Andrea Poli          | Italie        | Milieu    | Transfert libre                                            | Bologne FC             | Serie A        |
| Alessandro Plizzari  | Italie        | Gardien   | Prêt                                                       | Ternana                | Serie B        |
| Gianluca Lapadula    | Italie        | Attaquant | Prêt avec obligation d'achat                               | Genoa CFC              | Serie A        |
| Andrea Bertolacci    | Italie        | Milieu    | Prêt avec obligation d'achat                               | Genoa CFC              | Serie A        |
| Mattia De Sciglio    | Italie        | Défenseur | Transfert (12 millions d'euros)                            | Juventus FC            | Serie A        |
| Leonel Vangioni      | Argentine     | Défenseur | Transfert libre                                            | Monterrey              | Liga MX        |
| Carlos Bacca         | Colombie      | Attaquant | Prêt avec obligation d'achat                               | Villarreal CF          | Liga           |
| M'Baye Niang         | France        | Attaquant | Transfert (15 millions d'euros)                            | Torino FC              | Serie A        |
| José Ernesto Sosa    | Argentine     | Milieu    | Transfert (5,5 millions d'euros)                           | Trabzonspor            | Süperliga      |

### Transferts d'hiver
| Nom                  | Nationalité | Poste     | Transfert                    | Provenance/Destination | Division |
| -------------------- | ----------- | --------- | ---------------------------- | ---------------------- | -------- |
| Arrivées principales |             |           |                              |                        |          |
| Départs principaux   |             |           |                              |                        |          |
| Niccolò Zanellato    | Italie      | Milieu    | prêt avec obligation d'achat | Crotone                | Serie A  |
| Gabriel Paletta      | Italie      | Défenseur | résiliation de contrat       |                        |          |
| Gabriel              | Brésil      | Gardien   | prêt                         | Empoli                 | Serie B  |

## Résultats

### Serie A
| Journée | Date              | Lieu      | Adversaire       | Score | Buteur(s) milanais                                                  |
| ------- | ----------------- | --------- | ---------------- | ----- | ------------------------------------------------------------------- |
| 1re     | 20 août 2017      | Extérieur | Crotone          | 3-0   | Kessié 6e (pen.), Cutrone 18e, Suso 23e                             |
| 2e      | 27 août 2017      | Domicile  | Cagliari         | 2-1   | Cutrone 10e, Suso 70e (cf.)                                         |
| 3e      | 10 septembre 2017 | Extérieur | SS Lazio         | 1-4   | Montolivo 56e                                                       |
| 4e      | 17 septembre 2017 | Domicile  | Udinese Calcio   | 2-1   | Kalinić 22e 31e                                                     |
| 5e      | 20 septembre 2017 | Domicile  | SPAL             | 2-0   | Rodríguez 26e (pen.), Kessié 61e (pen.)                             |
| 6e      | 24 septembre 2017 | Extérieur | UC Sampdoria     | 0-2   |                                                                     |
| 7e      | 1er octobre 2017  | Domicile  | AS Rome          | 0-2   |                                                                     |
| 8e      | 15 octobre 2017   | Extérieur | Inter Milan      | 2-3   | Suso 56e, Handanovič 81e (csc)                                      |
| 9e      | 22 octobre 2017   | Domicile  | Genoa CFC        | 0-0   |                                                                     |
| 10e     | 25 octobre 2017   | Extérieur | Chiévo Vérone    | 4-1   | Suso 36e, Cesar 42e (csc), Çalhanoğlu 55e, Kalinić 64e              |
| 11e     | 29 octobre 2017   | Domicile  | Juventus FC      | 0-2   |                                                                     |
| 12e     | 5 novembre 2017   | Extérieur | US Sassuolo      | 2-0   | Romagnoli 39e, Suso 67e                                             |
| 13e     | 19 novembre 2017  | Extérieur | SSC Naples       | 1-2   | Romagnoli 90+1e                                                     |
| 14e     | 26 novembre 2017  | Domicile  | Torino FC        | 0-0   |                                                                     |
| 15e     | 3 décembre 2017   | Extérieur | Benevento        | 2-2   | Bonaventura 38e, Kalinić 57e                                        |
| 16e     | 10 décembre 2017  | Domicile  | Bologne FC       | 2-1   | Bonaventura 10e 76e                                                 |
| 17e     | 17 décembre 2017  | Extérieur | Hellas Verone    | 0-3   |                                                                     |
| 18e     | 23 décembre 2017  | Domicile  | Atalanta Bergame | 0-2   |                                                                     |
| 19e     | 30 décembre 2017  | Extérieur | ACF Fiorentina   | 1-1   | Çalhanoğlu 74e                                                      |
| 20e     | 6 janvier 2018    | Domicile  | Crotone          | 1-0   | Bonucci 54e                                                         |
| 21e     | 21 janvier 2018   | Extérieur | Cagliari         | 2-1   | Kessie 36e (pen.) 42e                                               |
| 22e     | 28 janvier 2018   | Domicile  | SS Lazio         | 2-1   | Cutrone 15e, Bonaventura 44e                                        |
| 23e     | 4 février 2018    | Extérieur | Udinese Calcio   | 1-1   | Suso 9e                                                             |
| 24e     | 10 février 2018   | Extérieur | SPAL             | 4-0   | Cutrone 2e 65e, Biglia 73e, Borini 90e                              |
| 25e     | 18 février 2018   | Domicile  | UC Sampdoria     | 1-0   | Bonaventura 13e                                                     |
| 26e     | 25 février 2018   | Extérieur | AS Rome          | 2-0   | Cutrone 48e, Calabria 74e                                           |
| 27e     | 4 avril 2018      | Domicile  | Inter Milan      | 0-0   |                                                                     |
| 28e     | 11 mars 2018      | Extérieur | Genoa CFC        | 1-0   | André Silva 90+4e                                                   |
| 29e     | 18 mars 2018      | Domicile  | Chiévo Vérone    | 3-2   | Çalhanoğlu 10e, Cutrone 52e, André Silva 82e                        |
| 30e     | 31 mars 2018      | Extérieur | Juventus FC      | 1-3   | Bonucci 28e                                                         |
| 31e     | 8 avril 2018      | Domicile  | US Sassuolo      | 1-1   | Kalinić 86e                                                         |
| 32e     | 15 avril 2018     | Domicile  | SSC Naples       | 0-0   |                                                                     |
| 33e     | 18 avril 2018     | Extérieur | Torino FC        | 1-1   | Bonaventura 9e                                                      |
| 34e     | 22 avril 2018     | Domicile  | Benevento        | 0-1   |                                                                     |
| 35e     | 29 avril 2018     | Extérieur | Bologne FC       | 1-2   | Çalhanoğlu 34e, Bonaventura 45+1e                                   |
| 36e     | 6 mai 2018        | Domicile  | Hellas Verone    | 4-1   | Çalhanoğlu 11e, Cutrone 32e, Abate 49e, Borini 89e                  |
| 37e     | 13 mai 2018       | Extérieur | Atalanta Bergame | 1-1   | Kessie 60e                                                          |
| 38e     | 20 mai 2018       | Domicile  | ACF Fiorentina   | 5-1   | Çalhanoğlu 23e (cf.), Cutrone 41e 59e, Kalinić 49e, Bonaventura 76e |

### Classement
| Rang | Équipe             | Pts | J  | G  | N  | P  | Bp | Bc | Diff |
| ---- | ------------------ | --- | -- | -- | -- | -- | -- | -- | ---- |
| 1    | Juventus FC T      | 95  | 38 | 30 | 5  | 3  | 86 | 24 | +62  |
| 2    | SSC Naples         | 91  | 38 | 28 | 7  | 3  | 77 | 29 | +48  |
| 3    | AS Rome            | 77  | 38 | 23 | 8  | 7  | 61 | 28 | +33  |
| 4    | Inter Milan        | 72  | 38 | 20 | 12 | 6  | 66 | 30 | +36  |
| 5    | SS LazioS          | 72  | 38 | 21 | 9  | 8  | 89 | 49 | +40  |
| 6    | AC Milan           | 64  | 38 | 17 | 10 | 10 | 57 | 42 | +15  |
| 7    | Atalanta Bergame   | 60  | 38 | 16 | 12 | 10 | 57 | 39 | +18  |
| 8    | ACF Fiorentina     | 57  | 38 | 16 | 9  | 13 | 54 | 46 | +8   |
| 9    | Torino FC          | 54  | 38 | 14 | 15 | 9  | 54 | 46 | +8   |
| 10   | Sampdoria de Gênes | 54  | 38 | 16 | 6  | 16 | 56 | 60 | -4   |
| 11   | US Sassuolo        | 43  | 38 | 11 | 10 | 17 | 29 | 59 | -30  |
| 12   | Genoa CFC          | 41  | 38 | 11 | 8  | 19 | 33 | 43 | -10  |
| 13   | Udinese Calcio     | 40  | 38 | 12 | 4  | 22 | 48 | 63 | -15  |
| 14   | Chievo Vérone      | 40  | 38 | 10 | 10 | 18 | 36 | 59 | -23  |
| 15   | Bologne FC         | 39  | 38 | 11 | 6  | 21 | 40 | 53 | -13  |
| 16   | Cagliari Calcio    | 39  | 38 | 11 | 6  | 21 | 33 | 61 | -28  |
| 17   | SPAL P             | 38  | 38 | 8  | 14 | 16 | 39 | 59 | -20  |
| 18   | Crotone FC         | 35  | 38 | 9  | 8  | 21 | 40 | 66 | -26  |
| 19   | Hellas Vérone P    | 25  | 38 | 7  | 4  | 27 | 30 | 78 | -48  |
| 20   | Benevento CalcioP  | 21  | 38 | 6  | 3  | 29 | 33 | 84 | -51  |

Qualifications européennes
Ligue des champions de l'UEFA 2018-2019
- 1er, 2e, 3e et 4e : phase de groupes

Ligue Europa 2018-2019
Relégation
- 18e 19e et 20e : relégation en Serie B 2018-2019

Abréviations
- T : Tenant du titre
- C : Tenant de la Coupe d'Italie
- S : Tenant de la Supercoupe
- P : Promus de Serie B 2016-2017

### Evolution du classement
| Journée  | 1 | 2 | 3 | 4 | 5 | 6 | 7 | 8 | 9  | 10 | 11 | 12 | 13 | 14 | 15 | 16 | 17 | 18 | 19 | 20 | 21 | 22 | 23 | 24 | 25 | 26 | 27 | 28 | 29 | 30 | 31 | 32 | 33 | 34 | 35 | 36 | 37 | 38 | Journées en tête |
| -------- | - | - | - | - | - | - | - | - | -- | -- | -- | -- | -- | -- | -- | -- | -- | -- | -- | -- | -- | -- | -- | -- | -- | -- | -- | -- | -- | -- | -- | -- | -- | -- | -- | -- | -- | -- | ---------------- |
| Rang     | 3 | 4 | 7 | 5 | 6 | 7 | 7 | 9 | 11 | 8  | 8  | 7  | 7  | 7  | 8  | 7  | 8  | 11 | 11 | 11 | 7  | 7  | 8  | 7  | 7  | 7  | 6  | 6  | 6  | 6  | 6  | 6  | 6  | 7  | 7  | 6  | 6  | 6  | 0                |
| Résultat | V | V | D | V | V | D | D | D | N  | V  | D  | V  | D  | N  | N  | V  | D  | D  | N  | V  | V  | V  | N  | V  | V  | V  | V  | V  | D  | N  | N  | N  | N  | D  | V  | V  | N  | V  | —                |

### Coupe d'Italie
| Tour       | Date             | Lieu      | Adversaire    | Score     | Buteurs                              |
| ---------- | ---------------- | --------- | ------------- | --------- | ------------------------------------ |
| 1/8 finale | 13 décembre 2017 | Domicile  | Hellas Verone | 3-0       | Suso 22e, Romagnoli 30e, Cutrone 55e |
| 1/4 finale | 27 décembre 2017 | Domicile  | Inter Milan   | 1-0       | Cutrone 104e                         |
| 1/2 finale | 31 janvier 2018  | Domicile  | SS Lazio      | 0-0       |                                      |
|            | 28 février 2018  | Extérieur | SS Lazio      | 0-0 (5-4) |                                      |
| Finale     | 9 mai 2018       | Rome      | Juventus FC   | 0-4       |                                      |

### Ligue Europa
| Tour             | Date              | Lieu      | Adversaire             | Score | Buteurs                                                           |
| ---------------- | ----------------- | --------- | ---------------------- | ----- | ----------------------------------------------------------------- |
| Troisième tour   | 27 juillet 2017   | Extérieur | CS U Craiova           | 1-0   | Rodríguez 44e                                                     |
|                  | 3 août 2017       | domicile  | CS U Craiova           | 2-0   | Bonaventura 9e, Cutrone 51e                                       |
| Barrages         | 17 août 2017      | domicile  | KF Shkëndija           | 6-0   | André Silva 13e 27e, Montolivo 25e 85e, Borini 67e, Antonelli 68e |
|                  | 24 août 2017      | extérieur | KF Shkëndija           | 1-0   | Cutrone 13e                                                       |
| Phase de groupes | 14 septembre 2017 | extérieur | Austria Vienne         | 5-1   | Çalhanoğlu 7e, André Silva 10e 20e 56e, Suso 63e                  |
|                  | 28 septembre 2017 | domicile  | HNK Rijeka             | 3-2   | André Silva 14e, Musacchio 53e, Cutrone 90+4e                     |
|                  | 19 octobre 2017   | domicile  | AEK Athènes            | 0-0   |                                                                   |
|                  | 2 novembre 2017   | extérieur | AEK Athènes            | 0-0   |                                                                   |
|                  | 23 novembre 2017  | domicile  | Austria Vienne         | 5-1   | Rodríguez 27e, André Silva 36e 70e, Cutrone 42e 90+3e             |
|                  | 7 décembre 2017   | extérieur | HNK Rijeka             | 0-2   |                                                                   |
| 16ème finale     | 15 février 2018   | extérieur | PFK Ludogorets Razgrad | 3-0   | Cutrone 45e, Rodríguez 64e (pen.), Borini 90+2e                   |
|                  | 22 février 2018   | domicile  | PFK Ludogorets Razgrad | 1-0   | Borini 21e                                                        |
| 8ème finale      | 8 mars 2018       | domicile  | Arsenal FC             | 0-2   |                                                                   |
|                  | 15 mars 2018      | extérieur | Arsenal FC             | 1-3   | Çalhanoğlu 35e                                                    |